# ラミーヌ・ガサマ
ラミーヌ・ガサマ（Lamine Gassama 、1989年10月20日 - ）は、フランス・マルセイユ出身のサッカー選手。セネガル代表。ポジションはDF (RSB)。

## 経歴

### クラブ
17歳でオリンピック・リヨンの下部組織に入団。ファビオ・グロッソの怪我をきっかけに、2008年10月29日のFCソショー戦でリーグ・アンデビューを果たす。
2012年1月26日、FCロリアンに移籍。2016年、アランヤスポルに移籍した。

### 代表
U-21フランス代表歴を持つが、2011年にセネガル代表からの招集を受け、同年8月11日に行われたモロッコとの親善試合でセネガル代表デビューした。

## 代表歴

### 出場大会
- セネガル代表
  - 2018 FIFAワールドカップ

### 試合数
- 国際Aマッチ 49試合 0得点（2011年-2021年）[1]

| セネガル代表 | 国際Aマッチ | 国際Aマッチ |
| 年           | 出場        | 得点        |
| ------------ | ----------- | ----------- |
| 2011         | 3           | 0           |
| 2012         | 0           | 0           |
| 2013         | 5           | 0           |
| 2014         | 1           | 0           |
| 2015         | 9           | 0           |
| 2016         | 6           | 0           |
| 2017         | 9           | 0           |
| 2018         | 5           | 0           |
| 2019         | 9           | 0           |
| 2020         | 0           | 0           |
| 2021         | 2           | 0           |
| 通算         | 49          | 0           |